# 서울 신림동 굴참나무
서울 신림동 굴참나무는 서울특별시 관악구 신림동에 있는 굴참나무이다. 대한민국의 천연기념물 제271호로 지정되어 있다.

## 개요
신림동 굴참나무는 남부순환로 난곡사거리에서 약 1.5km 정도 난곡 쪽(남쪽)에 위치한 2차 건영아파트 단지 내에 있다. 나무는 아파트 건물과 불과 10여m 남짓 떨어진 곳에 자라는데 경사지고 함몰된 곳에 있다. 아파트를 지을 때 나무 주위를 흙과 자갈로 덮었으며, 거대한 나무가 찻잔 속에 들어있는 듯한 모습으로 거목다운 위엄은 없다.
이 나무는 높이 17미터, 가슴 높이 지름이 82센티미터에 이르며 가지는 동쪽 9.8미터, 서쪽 10.1미터, 남쪽 7.7미터, 북쪽 7미터 정도 퍼져 있다. 마을주민들이 막걸리를 부어주는 등 보호를 잘해서 수세(樹勢)가 왕성하여 매년 굵은 도토리가 달린다. 가장 낮은 가지는 최근에 흙덮기(복토)를 해주었기 때문에 지면에서 불과 1미터 높이로 낮아졌다. 동쪽을 향하는 이 가지는 군데군데 썩어서 외과 수술을 받은 흔적이 있고 기둥으로 받쳐져 있다. 전체적인 나무의 모양새는 원뿔모양을 이루고 있다.
이 나무는 천년 전 강감찬(947∼1031)장군이 이곳을 지나다가 지팡이를 꽂아놓은 것이 자라서 현재와 같은 커다란 나무가 되었다는 전설이 있다. 그러나, 이 나무의 나이가 250살 정도로 추정되므로, 전설 속 나무의 후계목이 지금에 이른 것이라 할 수 있다.